# Esquí de fons als Jocs Olímpics d'hivern de 2006 - relleus 4x5 quilòmetres femenins
Als Jocs Olímpics d'Hivern de 2006 celebrats a la ciutat de Torí (Itàlia) es disputà una prova de relleus 4x5 quilòmetres d'esquí de fons en categoria femenina, que unida a la resta de proves conformà el programa oficial dels Jocs.
Aquesta prova es disputà el 18 de febrer de 2006 a les instal·lacions esportives de Pragelato. Hi participaren un total de 68 esquiadores de 17 comitès nacionals diferents.
Cada esquiadora de cada equip realitzà un recorregut de 5 quilòmetres, les dues primeres en estil clàssic i les dues últimes en estil lliure.

## Resum de medalles
| Or                                                                               | Argent                                                                           | Bronze                                                                           |
| RússiaNatalia Baranova · Larissa Kúrkina · Iúlia Txepàlova · Ievguénia Medvédeva | AlemanyaStefanie Böhler · Viola Bauer · Evi Sachenbacher-Stehle · Claudia Künzel | ItàliaArianna Follis · Gabriella Paruzzi · Antonella Confortola · Sabina Valbusa |

## Resultats
| Posició | CON                                                                                                   | Temps   |
| ------- | --- | ------- |
| 1       | Rússia Natalia Baranova · Larissa Kúrkina · Iúlia Txepàlova · Evgenia Medvédeva                       | 54:47.7 |
| 2       | Alemanya Stefanie Boehler · Viola Bauer · Evi Sachenbacher-Stehle · Claudia Kuenzel                   | 54:57.7 |
| 3       | Itàlia Arianna Follis · Gabriella Paruzzi · Antonella Confortola · Sabina Valbusa                     | 54:58.7 |
| 4       | Suècia Anna Dahlberg · Elin Ek · Britta Norgren · Anna-Karin Strömstedt                               | 55:00.3 |
| 5       | Noruega Kristin Stormer Steira · Hilde G. Pedersen · Kristin Murer Stemland · Marit Bjorgen           | 55:21.8 |
| 6       | Txèquia Helena Balatkova Erbenova · Kamila Rajdlova · Ivana Janeckova · Katerina Neumannova           | 55:46.3 |
| 7       | Finlàndia Aino-Kaisa Saarinen · Virpi Kuitunen · Riitta Liisa Lassila · Kati Venalainen               | 55:55.8 |
| 8       | Ucraïna Kateryna Grygorenko · Tatjana Zavalij · Vita Jakimchuk · Valentina Shevchenko                 | 56:36.3 |
| 9       | França Aurelie Perrillat · Karine Philippot · Cecile Storti · Emilie Vina                             | 56:41.4 |
| 10      | Canadà Milaine Theriault · Sara Renner · Amanda Ammar · Beckie Scott                                  | 56:49.8 |
| 11      | Suïssa Seraina Mischol · Laurence Rochat · Natascia Leonardi Cortesi · Seraina Boner                  | 56:52.4 |
| 12      | Japó Nokubo Fukuda · Masako Ishida · Sumiko Yokoyama · Madoka Natsumi                                 | 56:57.8 |
| 13      | Kazakhstan Oxana Jatskaja · Ievguénia Voloixenko · Elena Kolomina · Svetlana Malahova-Shishkina       | 57:52.9 |
| 14      | Estats Units Wendy Kay Wagner · Kikkan Randall · Sarah Konrad · Rebecca Dussault                      | 57:58.4 |
| 15      | Belarús Alena Sannikova · Ludmila Korolik Shablouskaya · Ekaterina Rudakova Bulauka · Olga Vasiljonok | 58:19.5 |
| 16      | R.P. de la Xina Wang Chunli · Li Hongxue · Liu Yuanyuan · Song Bo                                     | 58:42.5 |
| 17      | Estònia Piret Pormeister · Silja Suija · Kaili Sirge · Tatjana Mannima                                | 60:24.4 |